# Psamatodes alteraria
Psamatodes alteraria là một loài bướm đêm trong họ Geometridae.